# جوناثان باكستر هاريسون
جوناثان باكستر هاريسون (بالإنجليزية: Jonathan Baxter Harrison)‏ هو صحفي أمريكي، ولد في 5 أبريل 1835 في مقاطعة غرين في الولايات المتحدة، وتوفي في 17 يونيو 1907 في فرانكلين في الولايات المتحدة.